# برينيانو سولا سيكيا
برينيانو سولا سيكيا (بالإيطالية: Prignano sulla Secchia)‏ هي بلدية في مقاطعة مودينا في إقليم إميليا رومانيا الإيطالي.

## السكان
في سنة 1861 بلغ عدد السكان 3٬732 نسمة، وتطور العدد ليصل في سنة 2011 لـ 3٬773 نسمة.
يظهر هذا المخطط البياني تطور النمو السكاني لـ برينيانو سولا سيكيا